# De unge mødre
De unge mødre er en dansk tv-reportageserie, der havde premiere den 21. september 2005 på TV Danmark. Serien følger en række kvinder, som bliver mødre i en ung alder.
De unge mødre er blevet lavet i 34 sæsoner med over 600 afsnit, hvilket gør den til Danmarks længst kørende reportageserie. Den 18. april 2017 rullede afsnit nummer 500 over skærmen. Programmet havde i lang tid 150.000 seere per afsnit. 
I oktober 2022 blev det offentliggjort, at sæson 34 også bliver den sidste af “De unge mødre”. Derfor slutter “De unge mødre” efter 17 år med 34 sæsoner over 600 afsnit og mere end 80 medvirkende mødre.